# Michael Holst
Michael Holst ist ein ehemaliger deutscher Basketballspieler.

## Werdegang
Holst stand in der Saison 1972/73 im Bundesliga-Aufgebot des TuS 04 Leverkusen und wurde in 21 Spielen zum Einsatz gebracht. Er erzielte einen Punktemittelwert von 2,4 je Begegnung. Holst erreichte mit Leverkusen in diesem Spieljahr das Halbfinale um die deutsche Meisterschaft, in dem man dem späteren Titelträger USC Heidelberg unterlag. Er trat mit Leverkusen ebenfalls im Europapokal der Landesmeister an.